# Louis de Bekker
Aloysius (Louis) Catharina Hubertus Nicolaas Maria de Bekker (Vught, 27 september 1912 – Leiden, 23 september 1997) was een KVP-burgemeester in Eemnes van 9 januari 1965 tot 30 september 1977.
In 1947 huwde hij Catharina G.M. Vis (1912-1993). Ze kregen vijf kinderen.
Na de hbs aan het Bisschoppelijk College St. Louis in Weert werkte Louis Bekker als volontair op de gemeentesecretarie in het Gelderse Vuren. In 1930 werd hij ambtenaar op de gemeente-secretarie in Voorhout (ZH). In 1947 volgde zijn benoeming tot gemeente-ontvanger in Voorhout waar hij tot 1957 hoofd van het waterleidingbedrijf was. Ook was De Bekker directeur econoom bij de katholieke stichting Bijzonder Gezins- en Jeugdwerk Sint Franciscus Liefdewerk in Leiden. In Voorhout was hij voorzitter van het priestercomité.
Hij was mede-oprichter van de woningbouwvereniging Voorhout en van de sportstichting.
Voor het parochieel zangkoor Sint–Cecilia was hij dirigent-directeur.
In 1965 volgde zijn benoeming tot burgemeester van Eemnes als opvolger van J. Ch. I. van Niekerk. Na zijn pensionering in oktober 1977 werd hij opgevolgd door burgemeester Fine de Leeuw-Mertens.
In 1976	werd hij benoemd tot Ridder in de Orde van Oranje Nassau.
De Bekker werd begraven op het katholiek kerkhof van de St.-Nicolaaskerk in Eemnes.